# Cristián Gazmuri
Cristián Gazmuri Riveros (Santiago, 19 de noviembre de 1945) es un abogado e historiador, especializado en los procesos chilenos contemporáneos.
Estudió licenciatura en Historia y Derecho en la Pontificia Universidad Católica de Chile. En 1976 obtuvo el título de Licenciado en Historia y posteriormente en 1977 juró como Abogado ante la Corte Suprema. Realizó estudios de postgrado de máster en Historia del Arte, en la Universidad de Berkeley (1978) y un doctorado en Historia en la Universidad Pantheon-Sorbonne en Paris (1988).
Su labor profesional se ha centrado en la historia reciente de Chile, especialmente en sus aspectos políticos. Sus publicaciones incluyen algunas biografías, estudios sobre la sociabilidad liberal del siglo XIX y manuales de Historia de Chile. Es miembro de la Academia Chilena de la Historia. Perteneció a la Comisión Bicentenario dependiente de la presidencia de la República, que organizó actividades con ocasión del aniversario de la independencia del país.

## Obras

### Libros
- Perspectiva de Jaime Eyzaguirre (escrito junto con Mariana Aylwin y Juan Carlos González) (1977)
- Testimonios de una crisis: Chile 1900-1925 (1979)
- El '48' chileno: Igualitarios, reformistas, radicales, masones y bomberos (1992)[1]
- La persistencia de la memoria. Reflexiones de un civil sobre la dictadura. (2000)
- Eduardo Frei Montalva y su época (escrito junto con Patricia Arancibia y Álvaro Góngora) (2000)
- El Chile del Centenario: Los ensayistas de la crisis (2001)
- Tres hombres, tres obras. Vicuña Mackenna, Barros Arana y Edwards Vives (2004)
- Adiós maestro: Jaime Castillo Velasco. Vida y confesiones de un hombre excepcional (2004)
- La historiografía chilena (1842-1970). Tomo I (1842-1920) (2006)[2]
- 100 años de cultura chilena, 1905-2005 (2006)
- La historiografía chilena (1842-1970). Tomo II (1920-1970) (2009)[3]
- Historia de Chile, 1891-1994. Política, economía, sociedad, cultura, vida privada, episodios (2012)[4]
- Una historiografía vagabunda (2012)
- ¿Quién fue Jaime Guzmán? (2013)

### Artículos
- Notas sobre la influencia del racismo en la obra de Nicolás Palacios, Francisco A. Encina y Alberto Cabero (1981)
- El pensamiento político y social de Santiago Arcos (1986), en Historia N°21, Santiago: Editorial Universitaria.
- Carmen Arriagada. Romanticismo, angustia y correspondencia (1988)
- La compañía de ferrocarril, puerto y balneario de Quintero (una empresa fracasada) (1999)
- Alberto Edwards y la fronda aristocrática (2004)